# Argentina georgei
Argentina georgei es una especie de pez marino actinopterigio.

## Morfología
Cuerpo alargado la longitud máxima descrita es de 14,6 cm. No tiene espinas ni en la aleta dorsal ni en la anal, teniendo unos 11 radios blandos en cada una de ellas; el color del cuerpo es plateado con una característica raya dorsal de color marrón oscuro a negra, más clara cuando son adultos, así como una banda de cromatóforos formando una banda en el vientre.

## Distribución y hábitat
Es un pez marino batipelágico de comportamiento demersal sobre fondos de barro o lodo, que habita normalmente en aguas profundas en un rango entre los 270 y 402 metros de profundidad. Se distribuye por la zona central occidental del océano Atlántico, desde la costa de Florida y los bancos de Bahamas, costa norte de Cuba, las Antillas y costas de América Central en el mar Caribe.